# Saint-Maurice-près-Pionsat
Saint-Maurice-près-Pionsat è un comune francese di 377 abitanti situato nel dipartimento del Puy-de-Dôme nella regione dell'Alvernia-Rodano-Alpi.

## Società

### Evoluzione demografica
Abitanti censiti